# قنات سفید (ارزوئیه)
قنات سفید، روستایی از توابع بخش ارزوئیه شهرستان ارزوئیه در استان کرمان ایران است.

## جمعیت
این روستا در دهستان ارزوئیه قرار دارد و براساس سرشماری مرکز آمار ایران در سال ۱۳۸۵، جمعیت آن ۲۸۹ نفر (۶۵خانوار) بوده‌است.